# La Belle Zélie
Il Ritratto di Madame Aymon (Madame Aymon), più noto come La Belle Zélie, o La bella Zelia in italiano, è un dipinto a olio su tela del 1806 di Jean-Auguste-Dominique Ingres. Il quadro è uno dei primi ritratti dipinti da Ingres, terminato poco prima del suo primo soggiorno a Roma. Fu mostrato per la prima volta al pubblico durante la mostra dedicata a Ingres nel 1867, a Parigi, e fu acquistato dal museo di belle arti di Rouen.

## Descrizione
Nonostante l'opera sia firmata e datata in basso a sinistra della tela, l'identità dell'effigiata è incerta. Il dipinto non aveva un titolo quando entrò nelle collezioni del museo di belle arti di Rouen, e dapprima la donna fu identificata provvisoriamente come la signora Aymon (un'identificazione discussa dal museo), e presto ricevette il soprannome La Belle Zélie in riferimento a una canzone popolare in quegli anni, dovuta al "tocco sottile di volgarità" apparente nel dipinto. Se l'effigiata fosse la signora Aymon, Ingres potrebbe anche aver ritratto suo marito, sebbene non si conosca un'opera tale.
La dama appare di tre quarti, posta davanti un cielo con alcune nuvole. La tela è dominata dalle tonalità rosse, nere e marroni. Come in molti dei ritratti femminili di Ingres, l'effigiata ha delle caratteristiche greche o raffaellesche. "Sensuale e sonnolenta", ella possiede un volto che assomiglia alle figure ingresiane successive di odalische o donne dell'harem. Ha un volto espressivo, ovale e con gli occhi a mandorla. I suoi occhi sono leggermente distanziati, le guance sono rubiconde, le labbra semiaperte lasciano intravedere i denti. I capelli neri raccolti con un pettine le ricadono sulla fronte in tre ricci grandi. Porta degli orecchini pendenti di diamanti alle orecchie, inusitatamente allungate, e una collana di perle al collo, anche questo allungato innaturalmente, "simile a quello di un cigno". Il suo vestito è di seta marrone e segue la moda dell'epoca, inizia appena sopra il seno e ha un'ampia scollatura quadrata, mentre un grande scialle cremisi copre le sue spalle. La pittura è piena di curve accentuate; da cui la forma ovale della tela, i riccioli rotondi, la forma del corpetto che cinge il busto, la forma del volto e della collana e gli orecchini.